# Dolina Stropnej
Dolina Stropnej este o arie protejată (sit de importanță comunitară — SCI) din Polonia întinsă pe o suprafață de 963,39 ha, integral pe uscat.

## Localizare
Centrul sitului Dolina Stropnej este situat la coordonatele 54°10′58″N 17°39′19″E / 54.1829°N 17.6554°E.

## Înființare
Situl Dolina Stropnej a fost declarat sit de importanță comunitară în august 2007 pentru a proteja 4 specii de animale.

## Biodiversitate
Situată în ecoregiunea continentală, aria protejată conține 9 habitate naturale: Ape oligotrofe din câmpii nisipoase, cu un conținut foarte redus de minerale (Littorelletalia uniflorae), Lacuri eutrofice naturale cu vegetație de tip Magnopotamion sau Hydrocharition, Liziere de ierburi înalte hidrofile de câmpie și de nivel montan până la alpin, Fânețe de joasă altitudine (Alopecurus pratensis, Sanguisorba officinalis), Mlaștini alcaline, Păduri de fag Luzulo-Fagetum, Păduri de fag Asperulo-Fagetum, Păduri de stejar sau de stejar și carpen sub-atlantice și medio-europene de Carpinion betuli, Păduri aluvionare cu Alnus glutinosa și Fraxinus excelsior (Alno-Padion, Alnion incanae, Salicion albae).
La baza desemnării sitului se află mai multe specii protejate:
- amfibieni (1): triton cu creastă (Triturus cristatus)
- mamifere (1): vidră de râu (Lutra lutra)
- pești (2): cicar (Lampetra planeri), săbiță (Pelecus cultratus)